# البيت الدولي في نيويورك
لبيت الدولي، والمعروف أيضًا باسم آي-هاوس، هو مركز إقامة وبرامج خاص مستقل غير ربحي لطلاب الدراسات العليا والباحثين والمتدربين والمتدربين، ويقع في 500 طريق ريفرسايد في مورننغ سايد هايتس، مانهاتن، مدينة نيويورك.
يتألف مجتمع آي-هاوس السكني عادة من أكثر من 700 طالب وعلماء من أكثر من 100 دولة سنويًا، وحوالي ثلث هؤلاء يأتون من الولايات المتحدة. تتضمن التجربة السكنية برامج مصممة لتعزيز الاحترام المتبادل والصداقة ومهارات القيادة عبر الثقافات ومجالات الدراسة. لقد استقطب البيت الدولي متحدثين ضيوف بارزين على مر السنين، من إليانور روزفلت وإسحاق ستيرن إلى ساندرا داي أوكونور وفاليري جاريت وجورج تاكي ونيلسون مانديلا. يلتحق الطلاب بمختلف الجامعات والمدارس في جميع أنحاء المدينة، والتي تشمل جامعة كولومبيا، ومدرسة جوليارد، ومدرسة أكتورز ستوديو للدراما، وجامعة نيويورك، ومدرسة مانهاتن للموسيقى، والمعهد اللاهوتي الاتحادي في مدينة نيويورك، وكلية المعلمين، بجامعة كولومبيا، وجامعة مدينة نيويورك.
يحمل مدخله الأصلي شعارًا كتبه جون د. روكفلر جونيور: "لتسود الأخوة"؛ وتفتح ساحة (فناء آبي أونيل) عند مدخلها على حديقة ساكورا ، موقع هدية اليابان الأصلية من أشجار الكرز إلى مدينة نيويورك في عام 1912.

## خلفية تاريخية
كان الدافع الأولي لتشكيل آي هاوس هو عندما بدأ المسؤول في YMCA هاري إدموندز، بعد لقاء صدفة مع طالب دراسات عليا من الصين على مدرجات جامعة كولومبيا في عام 1909، بذل الجهود للحصول على التمويل لإنشاء البيت من أجل تعزيز العلاقات بين الطلاب من مختلف البلدان. افتتحت شركة إنترناشيونال هاوس أبوابها في عام 1924 بتمويل من جون د. روكفلر الابن، الذي قدم فيما بعد أموالاً لمنازل مماثلة في جامعة كاليفورنيا، بيركلي وجامعة شيكاغو ، بالإضافة إلى عائلة كليفلاند هودلي دودج . ومن بين أفراد عائلة روكفلر الآخرين الذين خدموا في مجلس الأمناء آبي ألدريتش روكفلر . جون د. روكفلر الثالث، ديفيد وبيغي روكفلر، ديفيد روكفلر الابن، آبي م. أونيل، وبيتر م. أونيل.
كان البيت الدولي أحد أوائل البيوت الدولية العديدة في حركة عالمية تهدف إلى خلق بيئة متنوعة للطلاب الدوليين الذين يسعون إلى مواصلة تعليمهم. قام جون د. روكفلر الابن ببناء منازل دولية في بيركلي، وشيكاغو ، وباريس قبل الحرب العالمية الثانية. تشمل المدن الأخرى التي تضم منازل دولية ما يلي: فيلادلفيا، وهاريسبرج، وسان دييغو ، وواشنطن العاصمة، بالولايات المتحدة؛ وملبورن، وبريسبان، وسيدني، وداروين، وولونجونج، بأستراليا؛ وألبرتا، بكندا؛ وأوكلاند، بنيوزيلندا؛ ولندن، بإنجلترا.
رئيس مجلس الأمناء هو الدبلوماسي ورجل الأعمال المخضرم السفير فرانك جي ويزنر . رئيس اللجنة التنفيذية لمجلس الإدارة هو بيتر أونيل. وقد شغل الدور الأخير أيضًا ويليام د. روكيرت، أحد أفراد عائلة دودج، حيث ساهمت هداياه السخية في تطوير كل من آي هاوس وكلية المعلمين بجامعة كولومبيا . في مايو 2021، أصبح سيباستيان فريس رئيسًا ومديرًا تنفيذيًا لشركة آي هاوس، خلفًا لبريان بولوفوي، الشريك السابق في شركة المحاماة شيرمان و ستيرلنغ وعضو مجلس الإدارة لمدة 11 عامًا، والذي عُين رئيسًا مؤقتًا من أكتوبر 2020 إلى أبريل 2021. وكان الرئيس السابق هو كالفين سيمز، وهو مسؤول برامج سابق في مؤسسة فورد ومراسل أجنبي لصحيفة نيويورك تايمز .

## جدل
مع انتشار جائحة كوفيد-19 في مارس 2020، ذكرت صحيفة نيويورك تايمز أن آي هاوس أمرت سكان المبنى الجنوبي بإخلاء المبنى في غضون أسبوع واحد بعد أن ثبتت إصابة أحد الموظفين بالفيروس ووفاة أحد السكان بسبب مضاعفات الفيروس، مما ترك 300-500 طالب ومهنيين شباب، وصل العديد منهم مؤخرًا إلى الولايات المتحدة، بدون سكن. وبحسب ما ورد، أبلغت شركة آي هاوس سكانها أن وقف إخلاء المساكن بسبب فيروس كورونا المستجد الذي طبقته ولاية نيويورك مؤخرًا لا ينطبق على سكانها، لأنهم وقعوا عقدًا ينص على أن آي هاوس ليست "مالكًا تقليديًا". وعلى الرغم من أن آي هاوس صرحت بأنها تعمل على المساعدة في تحديد خيارات الإسكان البديلة لسكانها، بالإضافة إلى التنازل عن الرسوم واسترداد الودائع الأمنية، فقد تعرضت آي هاوس لانتقادات من وجهة نظر أخلاقية وصحية عامة. 

## الأمناء وأعضاء مجلس الإدارة

### رئيس مجلس الإدارة الحالي
- فرانك ج. ويزنر

### الأمناء الفخريون
- ديفيد روكفلر، الرئيس الفخري
- هنري . كيسنجر
- ابي م. اونيل
- ديزي م. سوروس '51
- بول أ. فولكر
- جون سي وايتهايد

## خريجون بارزون
ويقدر عدد الأشخاص الذين عاشوا في آي هاوس من جميع أنحاء العالم بحوالي 65000 شخص. ومن بين الخريجين البارزين: